# Prix LUX
Pour les articles homonymes, voir Lux.
Le prix cinématographique européen du public (ou prix LUX) est un prix cinématographique décerné par le Parlement européen et l'Académie européenne du cinéma, qui vise à encourager la créativité européenne dans sa diversité.
Attribué par un vote du public et des députés européens, le prix LUX récompense des œuvres qui  participent au débat public européen. Il est décerné en partenariat avec la Commission européenne et le réseau de salles Europa Cinemas.
Les films nommés sont sous-titrés dans les 24 langues officielles de l'Union européenne, et des projections gratuites sont organisées dans tous les États membres. Le film lauréat fait l'objet d'une campagne de promotion à travers l'Union européenne, et obtient une adaptation pour personnes sourdes ou malentendantes,. Le prix LUX est remis par le président du Parlement européen en session plénière à Strasbourg.
Depuis 2020, le prix LUX a fusionné avec le prix du public de l'Académie européenne du cinéma, et permet au public de voter directement pour élire le film lauréat.

## Critères d'éligibilité
Les films sélectionnés doivent répondre aux critères suivants :
- œuvres cinématographiques de fiction ou d'animation ou documentaires de création ;
- d'une durée minimale de 60 minutes ;
- couvrant des thèmes divers, promouvant et encourageant le débat public sur le quotidien en Europe et l’avenir de celle-ci. La diversité des registres, des thèmes et des genres est encouragée ;
- résultant de productions ou coproductions de pays éligibles au programme EUROPE CRÉATIVE-MEDIA (Union européenne, Islande, Albanie, Norvège, Bosnie-Herzégovine et Monténégro) ;
- projeté pour la première fois en public (festival, cinéma ou en ligne) entre le 1er septembre de l'année courante et le 1er septembre de l'année suivante.

## Sélection des films nommés par le jury
Chaque année, cinq films sont en sélection officielle du prix LUX. Cette liste est arrêtée par un jury formé de représentants de l'industrie européenne du cinéma : producteurs, distributeurs, exploitants de salle de cinéma, directeurs ou programmateurs de festivals, critiques de films et un représentant du film lauréat de l'année précédente. Renouvelés tous les ans par tiers, les membres du panel de Sélection sont désignés par la Commission de la culture et de l'éducation du Parlement européen. Les décisions du jury sont adoptées par consensus.
La liste des films en compétition est présentée chaque année aux Prix du cinéma européen.

## Procédure de vote
Le vote du prix LUX est composé pour moitié des votes du public, et l'autre moitié par les votes des députés du Parlement européen. Chaque année le public est invité à visionner les films en salles de cinéma et sur les plateformes en ligne, puis invité à voter sur le site du prix LUX. Le film ayant obtenu le plus grand nombre de votes est déclaré vainqueur.
Avant 2020, seuls les députés européens étaient habilités à voter pour désigner le film lauréat.

## Films primés
| Année | Film                              | Réalisateur                 | Nationalité du réalisateur (au moment de la sortie du film) |
| ----- | --------------------------------- | --------------------------- | ----------------------------------------------------------- |
| 2007  | De l'autre côté                   | Fatih Akin                  | Allemagne                                                   |
| 2008  | Le Silence de Lorna               | Jean-Pierre et Luc Dardenne | Belgique                                                    |
| 2009  | Welcome                           | Philippe Lioret             | France                                                      |
| 2010  | L'Étrangère                       | Feo Aladag                  | Autriche                                                    |
| 2011  | Les Neiges du Kilimandjaro        | Robert Guédiguian           | France                                                      |
| 2012  | La Petite Venise (Io sono Li)     | Andrea Segre                | Italie                                                      |
| 2013  | Alabama Monroe                    | Felix Van Groeningen        | Belgique                                                    |
| 2014  | Ida                               | Paweł Pawlikowski           | Pologne                                                     |
| 2015  | Mustang                           | Deniz Gamze Ergüven         | Turquie / France                                            |
| 2016  | Toni Erdmann                      | Maren Ade                   | Allemagne                                                   |
| 2017  | Sami, une jeunesse en Laponie     | Amanda Kernell              | Suède                                                       |
| 2018  | Woman at War                      | Benedikt Erlingsson         | Islande                                                     |
| 2019  | Dieu existe, son nom est Petrunya | Teona Strugar Mitevska      | Macédoine du Nord                                           |
| 2021  | L'Affaire collective              | Alexander Nanau             | Roumanie                                                    |
| 2022  | La Voix d'Aïda                    | Jasmila Žbanić              | Bosnie-Herzégovine                                          |
| 2023  | Close                             | Lukas Dhont                 | Belgique                                                    |
| 2024  | La Salle des profs                | İlker Çatak                 | Allemagne                                                   |
| 2025  | Flow                              | Gints Zilbalodis            | Lettonie                                                    |

## Films en compétition
Depuis 2020, cinq films sont théoriquement en compétition pour l'attribution du Prix LUX. Cependant, en raison de la crise de la pandémie de Covid-19, seuls trois films ont été sélectionnés pour les éditions 2021 et 2022.
| Année | Film | Réalisateur                                                                          | Nationalité du réalisateur (au moment de la sortie du film) |
| ----- | --- | ------------------------------------------------------------------------------------ | ----------------------------------------------------------- |
| 2007  | De l'autre côté Quatre mois, trois semaines, deux jours Belle toujours                                     | Fatih Akin Cristian Mungiu Manoel de Oliveira                                        | Allemagne Roumanie Portugal                                 |
| 2008  | Le Silence de Lorna Delta Občan Havel (cy)                                                                 | Jean-Pierre et Luc Dardenne Kornél Mundruczó Miroslav Janek (cs), Pavel Koutecký     | Belgique Hongrie Tchéquie                                   |
| 2009  | Welcome Eastern Plays La Révélation (Sturm)                                                                | Philippe Lioret Kamen Kalev Hans-Christian Schmid                                    | France Bulgarie Allemagne                                   |
| 2010  | L'Étrangère 100 % grec (Akadimía Plátonos) Illégal                                                         | Feo Aladag Fílippos Tsítos Olivier Masset-Depasse                                    | Autriche Grèce Belgique                                     |
| 2011  | Les Neiges du Kilimandjaro Attenberg Play                                                                  | Robert Guédiguian Athiná-Rachél Tsangári Ruben Östlund                               | France Grèce Suède                                          |
| 2012  | La Petite Venise (Io sono Li) Just the Wind (Csak a szél) Tabou (Tabu)                                     | Andrea Segre Benedek Fliegauf Miguel Gomes                                           | Italie Hongrie Portugal                                     |
| 2013  | Alabama Monroe Miele Le Géant égoïste (The Selfish Giant)                                                  | Felix Van Groeningen Valeria Golino Clio Barnard                                     | Belgique Italie Royaume-Uni                                 |
| 2014  | Ida L'Ennemi de la classe (Razredni sovražnik) Bande de filles                                             | Paweł Pawlikowski Rok Biček (de) Céline Sciamma                                      | Pologne Slovénie France                                     |
| 2015  | Mustang Mediterranea The Lesson                                                                            | Deniz Gamze Ergüven Jonas Carpignano Kristina Grozeva et Petar Valtchanov            | Turquie / France Italie Bulgarie                            |
| 2016  | Toni Erdmann Ma vie de Courgette À peine j'ouvre les yeux                                                  | Maren Ade Claude Barras Leyla Bouzid                                                 | Allemagne Suisse Tunisie                                    |
| 2017  | 120 Battements par minute Sami, une jeunesse en Laponie Western                                            | Robin Campillo Amanda Kernell Valeska Grisebach                                      | France Suède Allemagne                                      |
| 2018  | Styx The Other Side of Everything (cy) Woman at War                                                        | Wolfgang Fischer Mila Turajlić Benedikt Erlingsson                                   | Autriche Serbie Islande                                     |
| 2019  | Cold case à l'ONU (Cold case Hammarskjöld) Dieu existe, son nom est Petrunya El reino                      | Mads Brügger Teona Strugar Mitevska Rodrigo Sorogoyen                                | Danemark Macédoine du Nord Espagne                          |
| 2021  | L'Affaire collective Drunk La Communion                                                                    | Alexander Nanau Thomas Vinterberg Jan Komasa                                         | Roumanie Danemark Pologne                                   |
| 2022  | Flee Great Freedom La Voix d'Aïda                                                                          | Jonas Poher Rasmussen Sebastian Meise (de) Jasmila Žbanić                            | Danemark Autriche Bosnie-Herzégovine                        |
| 2023  | Nos soleils Burning Days Close Sans filtre Feu follet                                                      | Carla Simón Emin Alper Lukas Dhont Ruben Östlund João Pedro Rodrigues                | Espagne Turquie Belgique Suède Portugal                     |
| 2024  | 20 000 espèces d'abeilles Les Feuilles mortes La Salle des profs Smoke Sauna Sisterhood (en) Sur l'Adamant | Estibaliz Urresola Solaguren Aki Kaurismäki İlker Çatak Anna Hints Nicolas Philibert | Espagne Finlande Allemagne Estonie France                   |
| 2025  | Animal (de) Dahomey Flow Intercepted (en) Julie se tait                                                    | Sofía Exárchou Mati Diop Gints Zilbalodis Oksana Karpovych (en) Leonardo Van Dijl    | Grèce France / Sénégal Lettonie Ukraine Belgique            |